# Täter-Opfer-Ausgleich
Der Täter-Opfer-Ausgleich ist eine Möglichkeit zur Zusammenwirkung von Straftäter und Tatopfer, um einen Konflikt außergerichtlich beizulegen oder zumindest durch das Bemühen des Täters für diesen eine Strafmilderung im Strafprozess zu erlangen.
Der Täter-Opfer-Ausgleich ist in § 155a, § 155b StPO und § 46a StGB niedergeschrieben. Er gilt als ein Element der Umgestaltung des Strafrechts, um auch die Opferperspektive stärker in das Gerichtsverfahren einzubeziehen.

## Entwicklung
Im Prinzip ist der Täter-Opfer-Ausgleich die natürlichste Form der Konfliktbeilegung, denn ohne Staat muss die Strafe zwangsläufig zwischen Täter und Opfer geregelt werden. Da es nicht möglich ist, eine neue Straftat zu begehen, bleibt nur eine Ausgleichshandlung durch den Täter gegenüber dem Opfer.
Dementsprechend findet sich eine Art Täter-Opfer-Ausgleich schon in den ältesten Rechtssammlungen wie dem „Codex Hammurabi“. Auch im zivilrechtslastigen römischen Recht gab es Strafen in Form von erhöhten Schadensersatzzahlungen gegenüber dem Opfer. Tatsächlich blieb der Täter-Opfer-Ausgleich sogar bis ins späte Mittelalter ein gängiger Weg der Bestrafung.
Mit den aufkommenden Staatswesen und der damit verbundenen Bündelung der öffentlichen Gewalt in Staatshänden setzte sich die noch heute herrschende Art der Bestrafung durch den Staat durch. Dies diente zum einen der Rechtssicherheit, zum anderen wollten die entstehenden Staaten dadurch aber auch ihre erlangte Macht ausüben und demonstrieren.
Erste Andeutungen des Täter-Opfer-Ausgleichs in der Neuzeit finden sich in rechtstheoretischen Schriften von Immanuel Kant und Georg Wilhelm Friedrich Hegel, aber erst 1990 wurde schließlich eine Täter-Opfer-Ausgleich-Regelung im Jugendstrafrecht eingeführt. Im Jahr 1992 stellte der Arbeitskreis deutscher, österreichischer und schweizerischer Strafrechtslehrer einen „Alternativentwurf zur Wiedergutmachung“ (AE-WGM) vor, der eine umfangreiche Regelung des Täter-Opfer-Ausgleich innerhalb des Strafrechts vorsah. In Ansätzen hat dieser Alternativentwurf – nicht zuletzt auch, weil der Täter-Opfer-Ausgleich sich im Jugendstrafrecht bewährt hatte – schließlich im Jahr 1994 seinen Niederschlag in § 46a StGB gefunden und wurde im Jahr 2000 durch prozessuale Regelungen in § 155a und § 155b StPO ergänzt.

## Einordnung
Täter-Opfer-Ausgleich ist die in Deutschland vorherrschende Praxisform der Restorative-Justice-Idee. Allerdings sind Täter-Opfer-Ausgleich und die Konfliktvermittlung in strafrechtlich relevanten Konflikten nicht identisch. Mit Täter-Opfer-Ausgleich wird richtigerweise nur noch die strafrechtliche Rechtsfolge bezeichnet.
Dem deutschen Strafrecht liegen zwei Prinzipien zugrunde, die Vergeltung begangener Straftaten (absolute Straftheorie) und die Verhinderung zukünftiger Straftaten (relative Straftheorie). Darum stellen die einzelnen gesetzlichen Strafvorschriften bestimmte Handlungen, die der Staat für verwerflich hält, unter Strafe. Der angedrohte Strafrahmen dient einerseits zur Abschreckung und damit der Verhinderung von Straftaten, andererseits übt der Staat in Ausübung seines Gewaltmonopols durch entsprechende Bestrafung nach Regelung der Strafvorschriften Vergeltung.
Auf diese Weise greift der Staat in das Verhältnis von Täter und Opfer ein. Auffällig ist jedoch, dass dies lediglich auf Täterseite geschieht. Er wird bestraft, während das Opfer davon aber relativ wenig hat und nach der Straftat weitestgehend sich selbst überlassen bleibt, denn auch wenn im Rahmen der Straftheorien potentielle Opfer durch die Verhinderung von Straftaten geschützt werden sollen, erhalten Personen, die bereits Opfer geworden sind, keinen Schutz vor eventuellen Nachwirkungen.
Dem soll nun der Täter-Opfer-Ausgleich entgegenwirken, indem er auch das Opfer in den ausgleichenden Sühneprozess des Täters mit einbezieht und so dem Opferschutz innerhalb des Strafrechts zu Geltung verhilft. Dies kann wie angedeutet nicht im Rahmen des üblichen strafrechtlichen Ablaufs geschehen, in dem der Staat nur als vergeltende Instanz auftritt. Vielmehr soll das Opfer von der Strafe des Täters in irgendeiner Weise profitieren und dementsprechend eine gewisse Entschädigung erhalten. Darüber hinaus wird das Opfer beim Täter-Opfer-Ausgleich (im Gegensatz zum Gerichtsprozess, wo es in erster Linie als Zeuge dient) in seiner emotionalen Situation und mit seinen materiellen Forderungen wahrgenommen.
Zum besseren Verständnis kann dem Täter-Opfer-Ausgleich gewissermaßen der zivilrechtliche Ausgleichsgedanke des Schadensersatzes zugrunde gelegt werden. In diesem Fall hat der Täter für den Schaden, den er dem Opfer verursacht hat, aufzukommen. Darin stecken nun einerseits die Strafe des Täters für sein Handeln, nämlich die Geldzahlung, andererseits aber auch eine Entschädigung des Opfers, das von der Strafe effektiv etwas erhält. Auf dieses Prinzip baut der Täter-Opfer-Ausgleich ebenfalls auf: Täter und Opfer werden nach der Straftat in eine gewisse Wechselbeziehung gebracht, aus der ohne unmittelbare Einwirkung des Staates ein Ausgleich zwischen beiden Parteien erreicht werden soll, der gleichzeitig den Täter straft und das Opfer entschädigt. Dies kann in Einzelfällen schon erreicht sein, wenn der Täter sein Unrecht begreift und das Opfer ihm vergibt.
Auf diese Weise bewirkt der Täter-Opfer-Ausgleich über die Straftheorien hinaus – denn auch diese werden erfüllt – eine Beilegung des durch die Straftat entstandenen Konflikts. Gleichzeitig wird der Ausgleichsgedanke inzwischen neben Strafe und Maßregel als Dritte Spur des Rechtsfolgensystems im Strafrecht angesehen.
Eine zentrale Rolle spielt beim Täter-Opfer-Ausgleich die Partizipation. Der Ausgleichsversuch gibt Täter und Opfer die Möglichkeit, selbstbestimmt zu handeln. Sie sind somit nicht Objekte einer formellen Prozedur, sondern eigenverantwortliche Subjekte, die selbst entscheiden können. Sie entscheiden, ob es zum Täter-Opfer-Ausgleich kommt, in welcher Form das geschieht, welche Inhalte thematisiert werden und welche Ergebnisse gerecht sind.
Im Vordergrund des Täter-Opfer-Ausgleichs steht die Kommunikation zwischen den beteiligten Parteien. Gemeinsam wird über das Geschehene gesprochen, wobei jeder der Beteiligten die Möglichkeit hat zu schildern, wie das Tatgeschehen erlebt wurde und welche Konsequenzen daraus für die Person resultierten. Über diese konstruktive Form der Konfliktbewältigung sollen die Beteiligten zu einer dauerhaften und Frieden stiftenden Lösung des Konfliktes gelangen.
Im Gegensatz zum Strafverfahren begreifen sich die beteiligten Parteien beim Täter-Opfer-Ausgleich nicht als Gegner, sondern streben gemeinsam einen Ausgleich des Konfliktes an.

## Ziele
Bei einem durchgeführten Täter-Opfer-Ausgleich soll Folgendes erreicht werden:
1. eine einvernehmliche Regelung zwischen Beschuldigten und Geschädigten
2. beide Seiten sehen ihre Anliegen als berücksichtigt an
3. die Reduzierung von Konfliktfolgen und Folgekonflikten (Prävention)
4. die Gewährleistung der Autonomie der Konfliktparteien
5. die Erfüllung der vereinbarten Regelung
6. die Vermeidung von Ungerechtigkeiten[5]

## Freiwilligkeit als Grundvoraussetzung
Voraussetzung für den Täter-Opfer-Ausgleich ist die freiwillige Bereitschaft auf Seiten des Opfers und des Täters, an der außergerichtlichen Schlichtung mitzuwirken. Ein Ausgleich unter Zwang ist nicht möglich, weil die Konfliktvermittlung darauf basiert, dass sich die Beteiligten zumindest teilweise auf die Argumente der anderen Person einlassen. Somit muss der Täter-Opfer-Ausgleich als Angebot angesehen werden, das zu jeder Zeit abgelehnt werden kann. Dabei ist besonders das „Ja“ des Opfers – das sich frei und ohne jede Art von sozialem und psychischen Druck dafür entscheidet – eine Bedingung, ohne die kein Schritt in Richtung Täter-Opfer-Ausgleich gemacht werden kann.

## Geeignete Fälle
Im Rahmen der Initiative eines Täter-Opfer-Ausgleichs durch Staatsanwaltschaft oder Richter spricht § 155a StPO von „geeigneten Fällen“. Insgesamt lassen sich folgende drei Gesichtspunkte unterscheiden, die einen zum Täter-Opfer-Ausgleich geeigneten Fall charakterisieren, wobei grundsätzlich aber jeder Fall infrage kommt.

### Art des Delikts

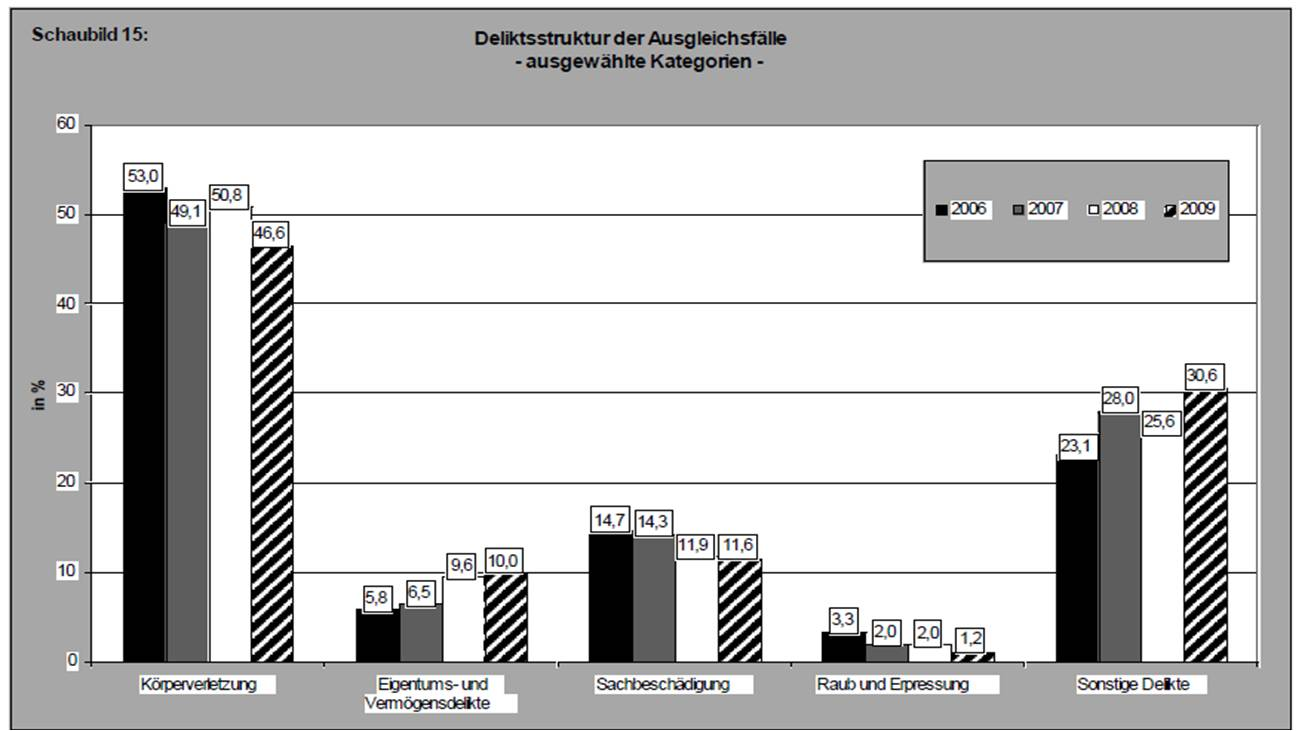
TOA-Statistiken für Deutschland (2006–2009): Deliktstruktur

Die gesetzliche Regelung des § 46a StGB grenzt Täter-Opfer-Ausgleich nicht auf bestimmte, etwa auf leichtere, Straftaten ein. Aber laut einem Beschluss des Bundesgerichtshofs vom 6. Juni 2018 braucht es „einen kommunikativen Prozess zwischen Täter und Opfer“ zum Ausgleich der Folgen, welcher bei vollendeten Tötungsdelikten nicht möglich ist. 
Neben diesem offensichtlichen Beispiel bietet sich der Täter-Opfer-Ausgleich auch bei anderen Fällen nicht immer als optimaler Weg des Strafprozesses an. Auf der einen Seite setzt der Täter-Opfer-Ausgleich einen gewissen Reuegedanken des Täters voraus, auf der anderen Seite muss das Opfer aber auch in der Lage sein, sich auf einen Ausgleich einzulassen. Geringfügigere, aus Affekt begangene Taten lassen einen Reuegedanken des Täters eher zu als eine kaltblütig und vorsätzlich geplante Tat. Dementsprechend sind harmlosere Straftaten oft nur verhältnismäßig leichte Beeinträchtigungen des Opfers, was dieses wiederum für die Bereitschaft zum Täter-Opfer-Ausgleich öffnet.
Daraus folgt, dass sich eher leichtere Straftaten zum Täter-Opfer-Ausgleich eignen, wie auch die nebenstehende Statistik der Praxis zeigt. Dabei sind aber auch schwerere Straftaten nicht ausgeschlossen, denn auch in diesen Fällen kann der Täter reuig sein und das Opfer seine Angst vor einer Begegnung mit dem Täter überwinden. Darüber hinaus kann bei Mordfällen, wo die Hinterbliebenen auch in gewisser Weise Opfer sind, eine Mediation zwischen diesen und dem Täter unter Umständen eine bessere Verarbeitung des Geschehenen und gegenseitiges Verständnis ermöglichen. In manchen Ländern (z. B. Belgien) gibt es Projekte, die sich dieser Thematik widmen.

### Tätereigenschaften

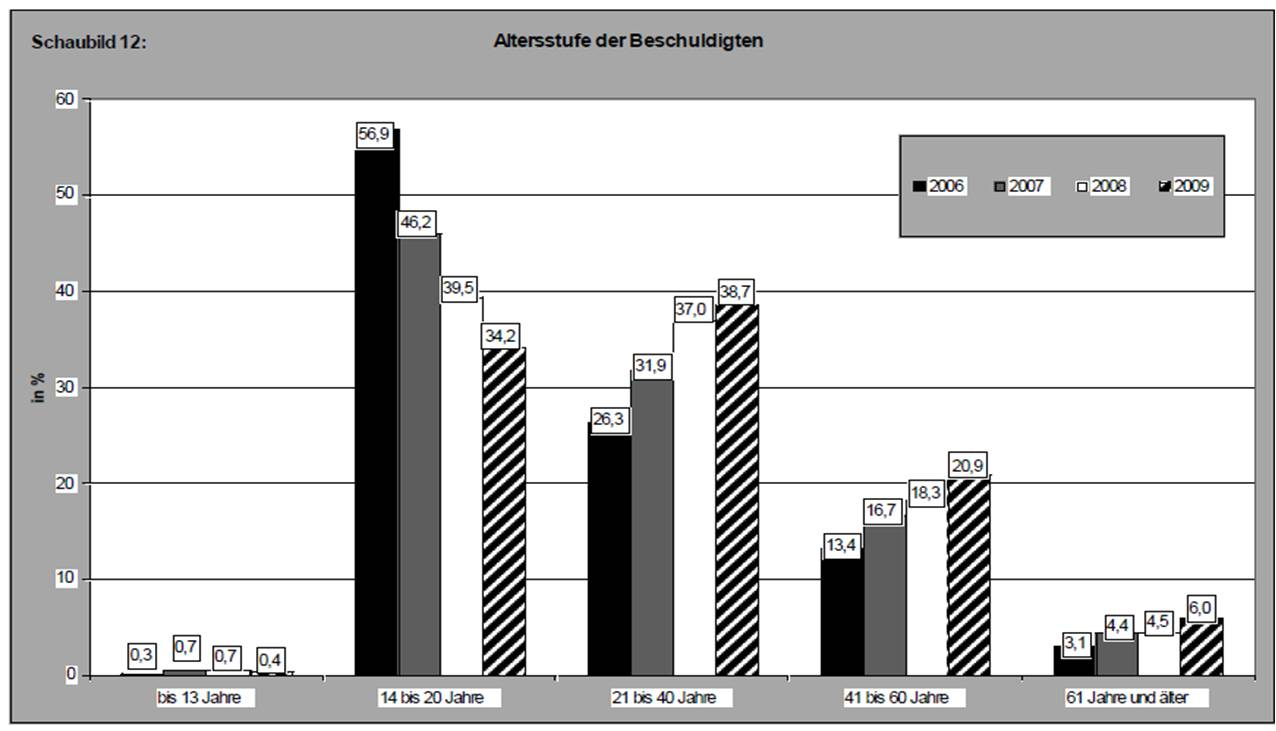
TOA-Statistiken für Deutschland (2006–2009): Altersstufe (Beschuldigte)

Allerdings kann bei der Frage nach der Anwendbarkeit des Täter-Opfer-Ausgleich nicht ausschließlich von der Art des Delikts ausgegangen werden. Auch die Eigenschaften des Täters spielen hierbei eine entscheidende Rolle.
Wie bereits erwähnt eignen sich eher Täter, die aus Affekt handeln und ebenso jene, deren Straftaten eher ein „Versehen“ waren. Der kaltblütige Räuber eignet sich also weniger für einen Täter-Opfer-Ausgleich als ein einfacher Kirschendieb, den die Versuchungen übermannt haben. Genauso wird ein Ersttäter öfter Bereitschaft zum Täter-Opfer-Ausgleich haben als ein Serientäter.
Weiterhin zeigt die Statistik, dass der Täter-Opfer-Ausgleich vornehmlich bei jüngeren Tätern angewandt wird. Je älter der Täter ist, desto seltener kommt es zu einem Täter-Opfer-Ausgleich.
Im Ergebnis ist der Täter-Opfer-Ausgleich also am ehesten bei jüngeren Ersttätern anzuwenden, die mehr oder weniger ungewollt einer Straftat verfallen sind.

### Sachlage
Der wohl wichtigste Punkt, der bei der Anwendung des Täter-Opfer-Ausgleich zu beachten ist, ist die Sachlage.
Voraussetzung ist entweder eine klare Sachlage oder das Einräumen der Schuld durch den Täter, denn der Täter-Opfer-Ausgleich soll zur Beilegung des Konflikts zwischen Täter und Opfer führen und nicht in einen Tatsachenstreit ausarten. Der Vermittler ist kein juristischer Experte und kann im Rahmen eines Täter-Opfer-Ausgleichs keine Beweisaufnahme vornehmen.
Eines der Ziele des Täter-Opfer-Ausgleichs ist der Opferschutz und dieser kann nur gewahrt werden, wenn die Rollen von Täter und Opfer feststehen. Sobald der Täter in einem eigentlich offenen Gespräch die Tat negiert, wird das Opfer gewissermaßen ein zweites Mal von der Ungerechtigkeit des Täters getroffen und das Unrecht wird sogar noch vertieft.
Um derartige Missverständnisse zu umgehen, ist es sinnvoll, einen Täter-Opfer-Ausgleich nur bei klaren Sachverhalten, oder wenn der Täter seine Schuld einräumt, anzustreben.

## Prinzipien
Als die drei zentralen Elemente des Täter-Opfer-Ausgleichs gelten die Aufarbeitung der Tat, die Befriedung des Konflikts und die Aushandlung der Wiedergutmachung. Neben diesen gelten die Prinzipien der freiwilligen Durchführung für beide Parteien durch einen neutralen Vermittler. Grundsätzlich kann der Ausgleich bei jeder Straftat angestrebt werden.

### Aufarbeitung der Tat
In einem ersten Schritt dient der Täter-Opfer-Ausgleich dazu, beiden Parteien die Möglichkeit zu geben, ihre Sicht darzustellen und mit dem Passierten umzugehen (sowohl Täter- als auch Opferseite). Ebenso kommt es zu einer ersten Auseinandersetzung  mit dem Geschehenen (vorwiegend Täterseite). Täter und Opfer sollen sich aussprechen und es wird ihnen auch Raum für Emotionen zugestanden.
Das Opfer sieht sich dem Täter gegenüber oftmals machtlos, auch wenn die Tathandlung schon abgeschlossen ist, denn der Täter wird immer noch als Bedrohung angesehen. Auf der Gegenseite fühlen sich die meisten Täter aus der Gesellschaft ausgeschlossen, da sie sich durch die Tat sozial nicht mehr so akzeptiert fühlen wie vorher.
Der Unrechtsgehalt der Tat stellt somit eine beidseitige Barriere dar, die es zu überwinden gilt. Aus psychologischer Sicht ist es wichtig, dass man sich dieser verschiedenen Haltungen der beiden Seiten bewusst wird, um in einem nächsten Schritt die Schlichtung voranzutreiben.

### Befriedung des Konflikts
Ziel der Schlichtung ist die Befriedung des Konflikts. Es geht darum, dass beide Parteien durch die Aufarbeitung der Tat sich mit der Situation arrangieren und z. B. Ängste abgebaut werden.
Um wieder auf die beiden Parteien einzugehen, geht es darum, die Balance der Machtverhältnisse wiederherzustellen, d. h. das Opfer muss gestärkt werden, während der Täter Akzeptanz benötigt. Im besten Fall bewegen sich beide Seiten durch einfache Ausgleichshandlungen aufeinander zu. Entschuldigt sich der Täter z. B. reumütig bei seinem Opfer, wird diesem die Angst vor dem übermächtigen Täter ein Stück weit genommen. Das erfolgt durch die symbolische Schwäche, die er durch die Entschuldigung zeigt. Auf der anderen Seite fühlt der Täter durch die Vergebung des Opfers eine Wiederaufnahme in die Gesellschaft, indem gewissermaßen der schon angesprochene Unrechtsgehalt relativiert wird.
Dies führt faktisch schon zur Ausräumung des Konflikts zwischen Täter und Opfer und hat zudem zur Folge, dass beide Seiten nach Angstabbau und Wiederherstellung der sozialen Akzeptanz auf gemeinsamer Ebene und damit besser auf einen weiteren Ausgleich zuarbeiten können.

### Aushandlung der Wiedergutmachung
Als drittes zentrales Element müssen die Parteien eine Wiedergutmachung aushandeln. Die symbolische Wiedergutmachung des Täters kann in jeder Form bestimmt werden: Beispiele sind Schmerzensgeld, Schadensersatz in Form von Geld, aber auch Gefälligkeiten. Zudem hat der Täter die Möglichkeit, Arbeitsstunden abzuleisten. Diese werden aus dem sogenannten Opferfonds ausgezahlt und zur Wiedergutmachung der Tat verwendet. Dieser Opferfonds wird durch Bußgeldstrafen immer wieder aufgefüllt. Wünsche des Opfers werden hierbei berücksichtigt. Ein wichtiger Aspekt hierbei ist, dass dieser Vertrag für beide Parteien bindend ist und die Einhaltung auch kontrolliert wird.
Der Vertrag dient nicht nur dem Gericht als Nachweis für das Bemühen des Täters, sondern kann auch für den Täter eine Leitlinie bilden, um die Wiedergutmachung zu vollziehen. Außerdem kann sich das Opfer im Falle einer Verweigerung des Täters auf die Vereinbarung berufen.

## Das Verfahren

### Initiative

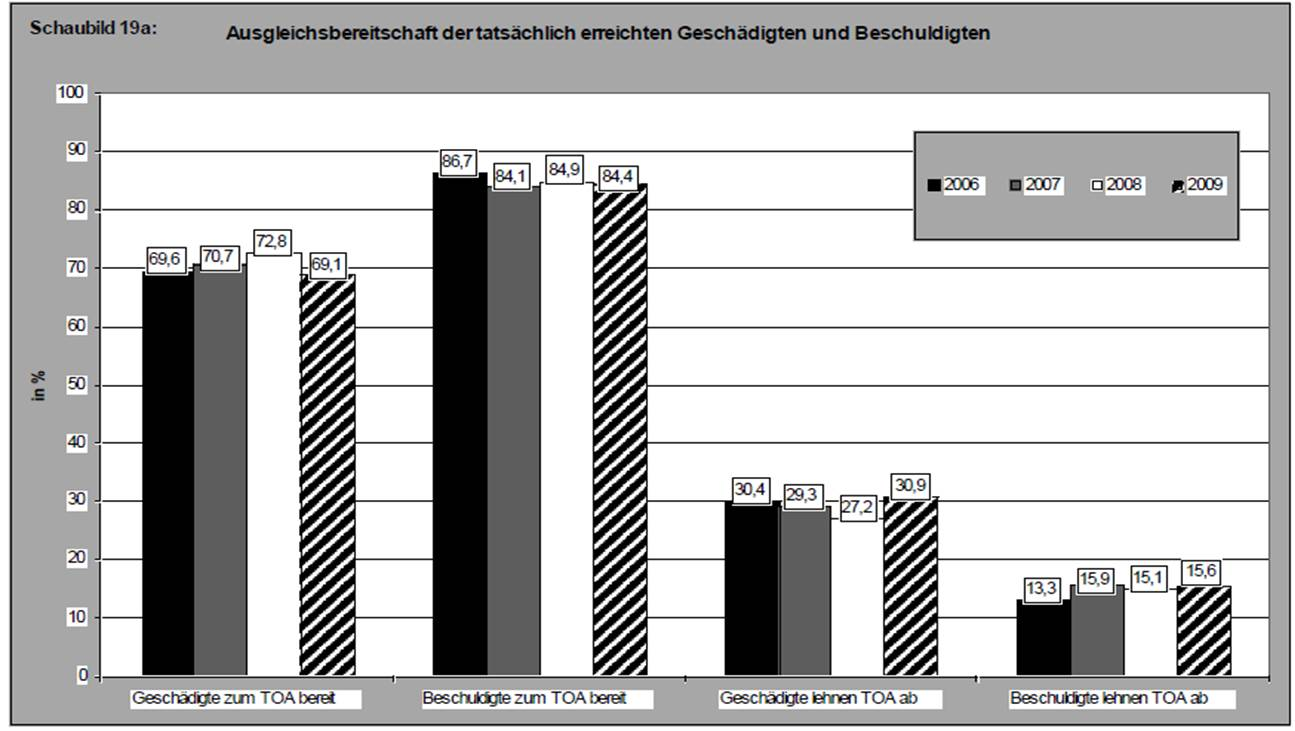
TOA-Statistiken für Deutschland (2006–2009): Ausgleichsbereitschaft der Beteiligten

Grundvoraussetzung für einen Täter-Opfer-Ausgleich ist immer die Zustimmung beider Seiten, Täter und Opfer. Entsprechend kann der Anstoß von einer dieser beiden Seiten kommen, aber auch von Staatsanwalt bzw. Richter gemäß § 155b StPO eingeleitet werden.
In der Praxis wird den Beteiligten der Täter-Opfer-Ausgleich oftmals von der Staatsanwaltschaft in Absprache mit der Polizei, der Jugendgerichtshilfe oder den Gerichten nahegelegt. Jedoch können sich auch die Beteiligten selbst direkt an eine der im ganzen Bundesgebiet angesiedelten Täter-Opfer-Ausgleich-Stellen wenden.
Die Staatsanwaltschaft kann unter Umständen das Ermittlungsverfahren zu Gunsten des Täter-Opfer-Ausgleichs vorübergehend einstellen.

### Ablauf
1. Getrennte Vorgespräche 
In getrennten Vorgesprächen wird zuerst für jede Partei einzeln der Ablauf des Verfahrens erläutert und ebenso über mögliche Alternativen (z. B. Zivilklage) gesprochen. Im Mittelpunkt steht jedoch die Tat an sich mit ihren Ursachen und Folgen.
Durch die Vorgespräche bekommen die Parteien Zeit, sich den Täter-Opfer-Ausgleich noch einmal zu überlegen, oder aber schon Erwartungen oder Befürchtungen zu äußern im Hinblick auf die bevorstehende Konfrontation mit Täter bzw. Opfer. Ebenfalls können Vorstellungen und Vorschläge zur Wiedergutmachung eingebracht werden.
Die verbindliche Verabredung zu weiteren Gesprächen bildet den Abschluss. Falls der Wille zu einem Täter-Opfer-Ausgleich fehlt, können jedoch immer noch Weitervermittlungen an Anwälten oder Opferberatungen stattfinden.
 2. Ausgleichsgespräche 
Das erste Ausgleichsgespräch beginnt mit der Klärung der Gesprächsvoraussetzungen. Beispiele wären hierfür ein respektvoller Umgang oder den anderen ausreden zu lassen. Danach schildern Opfer ebenso wie Täter das Geschehene aus ihren Perspektiven. Das Besondere bei dieser Form der Auseinandersetzung ist, dass beide Parteien Gefühle zeigen können und dürfen. Anders als bei einem Gerichtsverfahren, bei dem es um Fakten geht, können die Parteien die Tat im besten Fall auch emotional aufarbeiten. Es entsteht ein Austausch von Wahrnehmungen und beide Seiten können leichter einen Perspektivenwechsel vornehmen. All dies geschieht im Rahmen der sogenannten Wiedergutmachungskonferenz.
Dazu im Folgenden zwei Einschätzungen von Beteiligten eines Täter-Opfer-Ausgleichs:

„Für mich war danach dieser Mann sozusagen die Inkarnation der Unsicherheit, der Bedrohung. […] Ich habe als Ergebnis des TOA, dass ich froh bin, dass ich den Täter kennengelernt habe. […] Dass ich so ein bisschen weiß, was es für ein Mensch ist, wie er lebt, und dass es eigentlich eben kein Gewalttäter ist. Da bin ich schon froh drüber. […] Damit dieser Phantom-Charakter verlorengeht! Dass es für das Opfer die Möglichkeit gibt, sich den Täter genau anzugucken. Einfach, um festzustellen: Das ist auch nur ein Mensch und nicht irgendein Monster! Aber auch ein Schonraum, dem Beschuldigten auch mal ordentlich die Meinung zu sagen.“

„Es war dann die Körperverletzung passiert. […] Nachdem ich dann auch von der Polizei vorgeladen worden bin, dachte ich mir, irgendwas musst du da machen, weil du wolltest das ja gar nicht! […] Das war ein Angebot vom Vermittler, dass der gesagt hat, wir setzen uns da alle zusammen, du kannst da reden. Und erst mal habe ich total Angst gehabt davor. Naja, ich bin ja nun mal der Schuldige, ich sitze da ja auf dem heißen Stuhl irgendwie. Aber es war alles total freiwillig und ich fand, das kann mir nur helfen. Ich bin ja echt nicht so’n Schlägertyp. […] Ich wollte mich halt auch entschuldigen für die Sache.“

In einer zweiten, abschließenden Phase der Ausgleichsgespräche müssen Täter und Opfer Mittel und Wege finden, eine Wiedergutmachung für das Opfer zu bestimmen und eine verbindliche Vereinbarung aushandeln. Generell ist es möglich, jede Art der Entschädigung im späteren Vertrag festzuschreiben. Das können, wie bereits oben angedeutet, Schmerzensgeld, Schadensersatz, aber eben auch soziale Tätigkeiten gegenüber dem Opfer sein.
Beiden Parteien kann Zeit eingeräumt werden, über ihre Entscheidung nachzudenken.
 3. Abschluss 

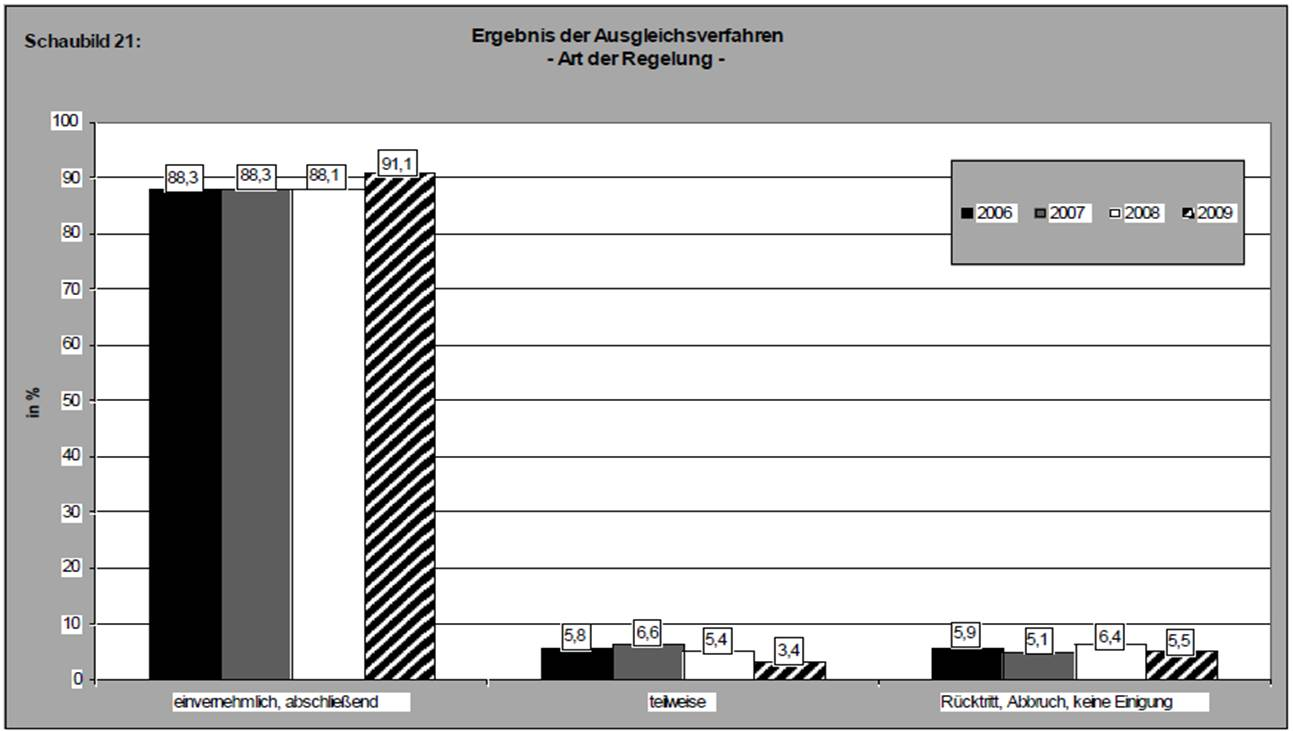
TOA-Statistiken für Deutschland (2006–2009): Abschlussvereinbarung

Die Vereinbarung, eine zumindest teilweise einvernehmliche und abschließende Regelung, wird juristisch korrekt formuliert und von beiden Parteien unterschrieben.
Der Vermittler hat danach die Aufgabe der Nachsorge und muss die Einhaltung des Vertrages überwachen.
In einem letzten Schritt teilt er das Ergebnis des Ausgleichs der Staatsanwaltschaft mit, die dann gegebenenfalls das Verfahren gegen den Täter einstellen oder bei schweren Straftaten seine Bemühungen eventuell strafmildernd berücksichtigen kann.

## Vergleich zur Mediation
Der Täter-Opfer-Ausgleich ist eine zugunsten des Strafrechts modifizierte Art der klassischen Mediation. Demzufolge lassen sich einige Vergleiche anstellen.

### Vergleich der Gesetzestexte
Zuerst ein tabellarischer Überblick über die jeweiligen gesetzlichen Regelungen:
|           | Täter-Opfer-Ausgleich                                                                                          | Mediation |
| --------- | --- | --- |
| Ziele     | Wiedergutmachung der Tat (§ 46a Nr. 1 StGB) Erhebliche persönliche Leistung + Entschädigung (§ 46a Nr. 2 StGB) | Einvernehmliche Beilegung des Konflikts (§ 1 MediationsG)                                                         |
| Verfahren | Initiative von Staatsanwaltschaft oder Gericht (§ 155a StPO)                                                   | Initiative der Parteien (§ 2 Abs. 1 MediationsG)                                                                  |
|           | In jedem Stadium des Verfahrens (§ 155a StPO) – parallel zum Gerichtsverfahren                                 | In jedem Stadium und ohne zugrunde liegendes Verfahren, unabhängig von Gerichtsverfahren (§ 1 Abs. 1 MediationsG) |
|           | Nur in geeigneten Fällen (§ 155a StPO)                                                                         | Beendigung durch jede Seite jederzeit möglich (§ 2 Abs. 5 MediationsG)                                            |
|           | Nicht gegen den Willen des Verletzten (§ 155a StPO)                                                            | Freiwilligkeit (§ 1 MediationsG)                                                                                  |
| Mediator  | Keine gesetzlichen Bestimmungen                                                                                | Regelungen in § 3, § 4 und § 5 MediationsG                                                                        |

### Vergleich der Zielsetzungen
Die Mediation wird unter anderem durch ihre Interessensbezogenheit charakterisiert. Es geht während der Gespräche darum, die Motivation für das Verhalten der Parteien hervorzubringen und so auch unausgesprochene Dinge offenzulegen. Genau das gleiche Ziel verfolgt auch der Täter-Opfer-Ausgleich: Die Parteien können ihre Wünsche nach Verständnis, Vergebung oder Wiedergutmachung ansprechen.
Doch ein großer Unterschied besteht darin, dass die Mediation problemorientiert arbeitet, der Täter-Opfer-Ausgleich dagegen ausgleichsorientiert. Das liegt daran, dass die Schuldfrage zwischen Täter und Opfer schon geklärt ist bzw. sein sollte, entweder durch einen klaren Sachverhalt oder dadurch, dass der Täter die Schuld einräumt. Das Problem, welches die Tat darstellt, kann rückwirkend nicht gelöst werden, daher wird versucht, einen Ausgleich für die Zukunft zu finden.

### Vergleich der formalen Verfahren
Dieser Abschnitt bezieht sich lediglich auf die gesetzlichen Rahmenbedingungen, zum Ablauf des tatsächlichen Ausgleichs siehe 5. (Das Verfahren). Hier werden nur der Zeitpunkt der Initiative sowie die Abschlussvereinbarung behandelt.
 1. Zeitpunkt der Initiative 

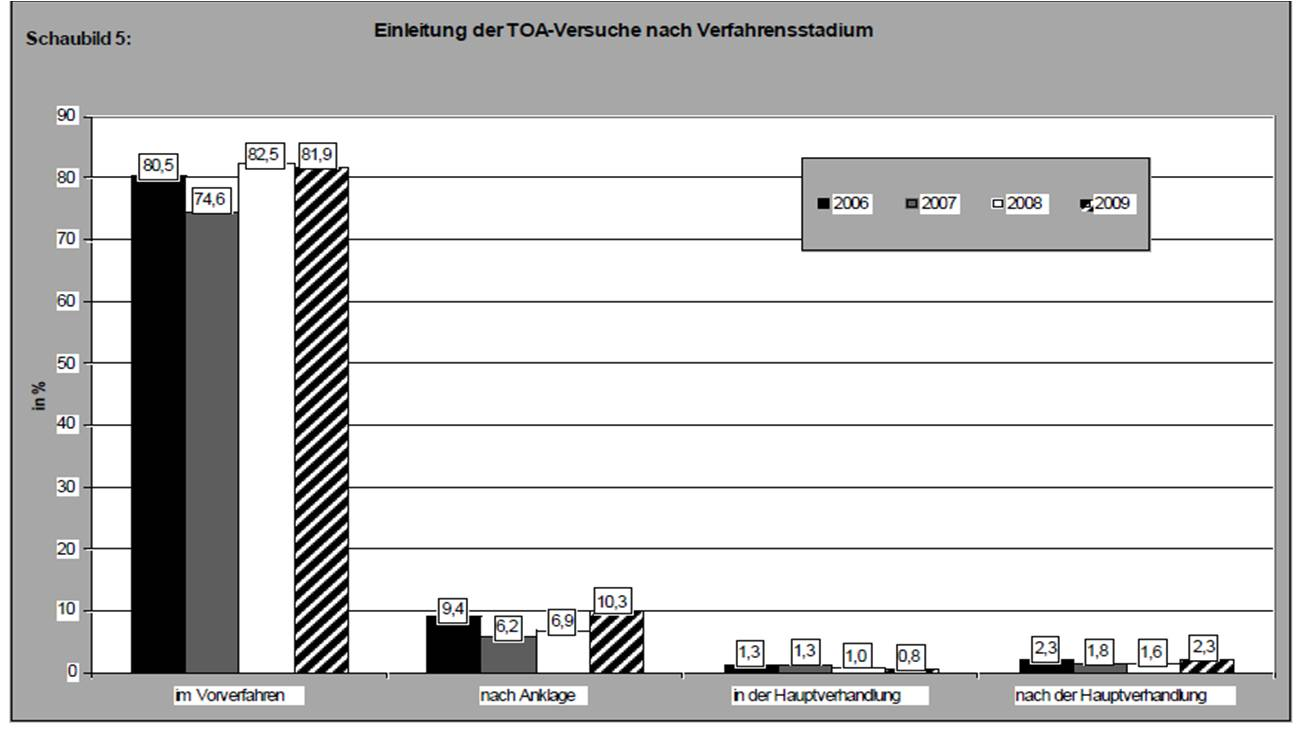
TOA-Statistiken für Deutschland (2006–2009): Zeitpunkt der Initiative

Sowohl im Falle eines Streites als auch bei einer Straftat kann es in dem Konflikt jederzeit während und, wenn kein Gerichtsverfahren anhängig ist, auch unabhängig von einem Verfahren zu einer Mediation bzw. einem Täter-Opfer-Ausgleich kommen. Zeitlich gibt es folglich keine Einschränkungen, auch wenn es oft sinnvoll ist, die noch frischen Emotionen zu nutzen und Mediation bzw. Täter-Opfer-Ausgleich möglichst rasch zu initiieren.
 2. Abschlussvereinbarung 
Auch hier können größtenteils Parallelen zwischen beiden Verfahren gezogen werden. Beiden liegt die Freiwilligkeit zugrunde, d. h. prinzipiell kann keine der Parteien zur Mediation bzw. dem Täter-Opfer-Ausgleich gezwungen werden und damit auch nicht zu einer Abschlussvereinbarung. Jedoch ist es möglich, dass zum Ende des Ausgleichsprozesses eine Partei nur widerstrebend in die Abschlussvereinbarung einwilligt. Hier darf beim Täter-Opfer-Ausgleich im Unterschied zur Mediation keine Vereinbarung gegen den Willen des Opfers angenommen werden. Dies lässt sich wiederum mit den dem Täter-Opfer-Ausgleich zugrundeliegenden Prinzip des Opferschutzes erklären, denn das Opfer darf nach der einseitigen und verhältnismäßig schweren Verletzungshandlung des Täters später auf keinen Fall benachteiligt werden.

### Vergleich der Mediatoren
Neben der Zusatz-Weiterbildung zum Mediator in Strafsachen unterscheidet sich der Täter-Opfer-Vermittler zum klassischen Mediator auch in seinem Standpunkt zwischen den Parteien. Wird in der Mediation höchster Wert auf Allparteilichkeit gelegt, nimmt der Mediator bei Strafsachen eher eine stärkere, ausgleichende und vermittelnde Position ein. Er tritt nicht als Richter auf, kann aber dennoch das Opfer, wenn nötig, schützen.

## Chancen und Möglichkeiten
1. Das Opfer kann …
  - dem Täter die Folgen seiner Straftat (entstandene Schäden, verletzte Gefühle, Ärger und Empörung) deutlich machen.
  - im Falle materieller Schäden den Ärger und Aufwand eines Zivilverfahrens vermeiden.
  - dem Täter als Mensch begegnen und evtl. Ängste abbauen (Erleichterung der Verarbeitung der Tat und Gefahr von Folgekonflikten reduzieren).[15]
  - selbstverantwortlich einen Konflikt klären.
2. Der Täter kann …
  - Hintergründe für sein Verhalten schildern und dafür Verantwortung übernehmen.
  - zeigen, dass er die Gefühle des Opfers ernst nimmt (aufrichtige Entschuldigung).
  - durch Wiedergutmachung (aus eigenem Antrieb statt von einem Gericht angeordnet) die Sache aktiv wieder in Ordnung bringen.
  - mehr lernen als er / sie wahrscheinlich durch „nur Geldzahlung“ oder Freiheitsstrafe gelernt hätte; auch weil das, was gelernt wird, direkt mit dem Delikt zu tun hat.
  - davon profitieren, wenn das Verfahren eventuell eingestellt oder das Strafmaß verringert werden kann.
3. Täter und Opfer können …
  - den eventuell schon länger anstehenden Konflikt gemeinsam bereinigen, gegenseitige Vorurteile abbauen und eine Verständigung und Perspektivenübernahme erreichen.
  - durch eigene Bemühungen zu einer befriedigenden Lösung des Konfliktes gelangen.[15]
  - im Guten auseinandergehen.
  - unnötigen Rechtsstreit vermeiden und staatliche Sanktionen überflüssig machen.
  - schneller und unbürokratisch Konflikte beilegen.
4. Die Justiz …
  - wird entlastet und kann mehr Zeit für Fälle aufwenden, bei denen ein gerichtliches Verfahren unerlässlich erscheint.

## Risiken und Kritik
Die Heranziehung des Täter-Opfer-Ausgleichs ist nicht unumstritten.
Zwar kann schnellere und unbürokratischere Wiedergutmachung als bei Gericht für das Opfer erreicht werden, dennoch besteht die Gefahr, dass ein Opfer jemanden beschuldigt, ohne dass aus rechtlicher Sicht geklärt ist, ob derjenige die Schuld trägt. Dieses Problem entsteht dadurch, dass der Ausgleich auch schon vor dem Verfahren angestrebt werden kann, obgleich es zweifelhaft ist, ob die Staatsanwaltschaft einen solchen Ausgleich empfiehlt, wenn der Täter den Vorwurf vehement bestreitet.
Jedoch könnte auch der Täter den Ausgleich als Weg sehen, die Strafbarkeit ganz oder teilweise zu umgehen. Die Motivation läge dann fälschlicherweise auf einer Umgehung der Sanktion und nicht auf einer reumütigen Wiedergutmachung gegenüber dem Opfer.
Weiterhin besteht die Möglichkeit, dass der Täter-Opfer-Ausgleich, auch wenn er zum Zwecke des Opferschutzes eingerichtet wurde, genau diesem Ziel entgegenläuft. Lässt sich nämlich das Opfer auf den Ausgleich ein und überwindet damit schon eine gewisse Hemmschwelle, dann wird es umso mehr enttäuscht sein, wenn der Ausgleich zu keinem befriedigenden Ergebnis kommt. In diesen Fällen erleidet das Opfer nach der Straftat gewissermaßen einen zweiten Angriff.
Zu einer Art sekundärer Viktimisierung des Opfers kann es auch kommen, wenn dieses zum Täter-Opfer-Ausgleich gedrängt wird. In manchen Fällen (z. B. wenn sich Delikthandlungen innerhalb von Familien oder anderen Gruppen von Menschen, in denen interne Machtdynamiken wirken, abgespielt haben) ist das von Seiten des Vermittlers kaum nachvollziehbar und stellt somit eine Gefahr für die psychische Integrität des Opfers dar.
Darüber hinaus besteht die Gefahr einer Retraumatisierung auf Opferseite, wenn dieses psychisch unter den Folgen des Geschehenen leidet und z. B. nach einem tätlichen Angriff eine posttraumatische Belastungsstörung entwickelt hat. In diesen Fällen ist von einem Täter-Opfer-Ausgleich abzuraten, um das Opfer zu schützen.
Ein weiteres Risiko, das der Täter-Opfer-Ausgleich birgt, ist, dass Gewalt als verhandelbar aufgefasst werden könnte. Dies gilt es zu vermeiden; denn auch wenn es wichtig ist, der Perspektive des Täters – genau wie der des Opfers – Raum zu geben, sollte klargestellt werden, dass gewalttätige Handlungen – unabhängig davon, mit welchen äußeren Bedingungen sie einhergingen – keine Option für die Zukunft sind und auch als vergangene Handlungen zwar entschuldigt, aber nicht rückgängig gemacht werden können.
Ein Punkt, der sich negativ für den Täter – sowie dadurch für das gesamte Verfahren des Täter-Opfer-Ausgleichs – auswirken kann, ist das fehlende Zeugnisverweigerungsrecht des Vermittlers. Dieser kann, sofern der Ausgleichsversuch scheitert, als Zeuge vor Gericht geladen werden und muss dann gegebenenfalls gegen den Täter aussagen. Diese Tatsache kann das Schaffen einer vertrauensvollen Atmosphäre bei den Vermittlungen erschweren, weil dem Täter aus seiner Kooperations- und Gesprächsbereitschaft unter Umständen „ein Strick gedreht wird“, und ist ein Punkt, der vor Beginn des Täter-Opfer-Ausgleichs auf jeden Fall angesprochen werden sollte.
Eine weitere Schwierigkeit besteht noch darin, dass der Täter-Opfer-Ausgleich bislang recht wenig Verbreitung gefunden hat. Das liegt einerseits an der relativ knappen Regelung im Gesetzestext – der AE-WGM (Alternativentwurf Wiedergutmachung) hat z. B. eine viel grundlegendere Reform vorgesehen, um den Täter-Opfer-Ausgleich in das Strafrecht zu integrieren – andererseits ist der Täter-Opfer-Ausgleich noch nicht ausreichend im Bewusstsein der Beteiligten angekommen. Zu selten wird dieser bisher als wirkliche Alternative zum normalen Strafprozess gesehen.
Letztlich bleibt auch immer das Restrisiko bestehen, ob der Vertrag tatsächlich eingehalten wird. Nachdem Täter und Opfer jedoch während des Ausgleichsgesprächs in gewisser Weise aufeinander zugegangen sind und sich jeweils auf die Sicht des anderen eingelassen haben sollten, ist zu vermuten, dass eine Bereitschaft zur Einhaltung gegeben ist. Schließlich haben beide Seiten den Vertrag eigenständig ausgehandelt.
Bei dem Opfer kann es sich nicht nur um Privatpersonen, sondern auch um Firmen wie Sky Deutschland handeln. Diese erwirkten in einem Täter-Opfer-Ausgleich gegen mehrere Pay-TV-Hacker Ausgleichszahlungen in Höhe von insgesamt 150.000 €.